# Egmundella modesta
Egmundella modesta is een hydroïdpoliep uit de familie Campanulinidae. De poliep komt uit het geslacht Egmundella. Egmundella modesta werd in 1975 voor het eerst wetenschappelijk beschreven door Millard & Bouillon. 